# Il principe del caos
Il principe del caos (Prince of Chaos) è un romanzo fantasy del 1991 di Roger Zelazny; si tratta dell'ultimo libro della saga delle Cronache di Ambra.

## Trama
Merlino si ritrova convocato nella terra dove è stato cresciuto, le Corti del Caos. Si ritrova invischiato in intrighi e schemi politici e si trova molto più vicino alla corona di quanto credesse possibile.

## Edizioni
- Roger Zelazny, Il principe del caos, Fanucci, 1993,  p. 205, 9788834738559.